# James Greene
Pour les articles homonymes, voir Greene.
Ne doit pas être confondu avec l'acteur irlandais homonyme, James Greene, né en 1931
James Greene est un acteur américain, né le 1er décembre 1926 à Lawrence dans le Massachusetts et mort le 9 novembre 2018 à Los Angeles.